# 722
722 (DCCXXII) je bilo navadno leto, ki se je po julijanskem koledarju začelo na četrtek.

## Dogodki
- vojska vizigotskega plemiča Pelagija v bitki pri Covadongi (Asturija) premaga sile Umajadskega kalifata in spodbudi rekonkvisto.

## Rojstva
- Fruela I. Asturski († 768)